# 南滩街道
南滩街道，是中华人民共和国青海省西宁市城中区下辖的一个乡镇级行政单位。

## 行政区划
南滩街道下辖以下地区：
农建社区、南山东社区、南山西社区、南山社区、新青社区和建新社区。